# Рыжеухая мартышка
Рыжеу́хая марты́шка (лат. Cercopithecus erythrotis) — один из видов мартышек.

## Ареал
Обитает в тропических влажных лесах в низинах Камеруна, Нигерии и Экваториальной Гвинеи (остров Биоко).

## Описание вида
Спина и плечи бурые, хвост и уши рыжие. Руки и ноги серые. Нижняя поверхность тела белая. Морда имеет багряно-синий оттенок.
Животные скрытны и пугливы. Держатся группами от 4 до 30 особей. Как правило в стае около 10 взрослых самок с детёнышами, сопровождаемых как минимум одним взрослым самцом. Питаются плодами и насекомыми.
По состоянию на ноябрь 2006 года этот вид мартышки не содержался ни в одном зоопарке мира.

## Природоохранный статус
Из-за узкого ареала вид является сравнительно редким и занесён в Красную книгу МСОП как находящийся в уязвимом положении. Факторами, влияющими на снижение численности популяции рыжеухой мартышки, являются вырубка лесов в местах обитания, охота ради мяса (продаётся на рынках Малабо) и вылов на продажу в качестве домашних питомцев.

## Подвиды
- Cercopithecus erythrotis erythrotis — эндемик острова Биоко[5], на котором является привычным зверем и его мясо традиционно употребляется в пищу.
- Cercopithecus erythrotis camerunensis — юго-западная часть Камеруна и юго-восток Нигерии[5].

Редкая, обитающая в южной Нигерии мартышка Склейтера (Cercopithecus sclateri) долгое время классифицировалась как ещё один подвид рыжеухой мартышки.